# Illston on the Hill
Illston on the Hill is een civil parish in het bestuurlijke gebied Harborough, in het Engelse graafschap Leicestershire.